# Al Kahla District
Al Kahla District är ett distrikt i Irak.   Det ligger i provinsen Maysan, i den östra delen av landet, 400 km sydost om huvudstaden Bagdad.